# Ásgeir
Ásgeir [ˈausceir̥] ist ein männlicher isländischer Vorname.

## Herkunft und Bedeutung
Der Name ist eine Variante des Namens Asgeir mit der Bedeutung AS „Gott“ und GEIR „Speer“. 2013 stand der Vorname an 38. Stelle der häufigsten isländischen Vornamen. Die dänische Form des Namens ist Asger.

## Bekannte Namensträger
- Ásgeir Ásgeirsson (1894–1972), isländischer Politiker
- Ásgeir Ásgeirsson (Snookerspieler) (* 1972), isländischer Snookerspieler
- Ásgeir Örn Hallgrímsson (* 1984), isländischer Handballspieler und -trainer
- Ásgeir Sigurvinsson (* 1955), isländischer Fußballspieler
- Ásgeir Trausti Einarsson (* 1992), isländischer Singer-Songwriter